# Mihimania III〜コレクション アルバム〜
『mihimania III〜コレクション アルバム〜』（ミヒマニア スリー コレクション アルバム）は、mihimaru GTの3枚目のコレクションアルバム。2011年12月14日リリース。

## 概要
- 19枚目のシングル『幸せになろう』から26枚目のシングル『エボ★レボリューション』までのカップリング曲を収録したコレクションアルバムである。
- 前作、前々作ではオリジナルアルバムで収録された曲は収録しなかったが、本作では5枚目のアルバム『mihimalogy』に収録されていた「777 feat. ET-KING」（19枚目のシングル『幸せになろう』のカップリング曲）が収録されている。
- 27枚目のシングル『One Time』と同時発売で、同シングルのカップリング曲である「SURVIVOR」は収録していない。
- 前作同様、2012年1月31日までの期間限定生産での発売となっている。
- コレクションアルバムにはそれまで「So Merry Christmas」がリテイク、もしくはリミックス・バージョンで収録されていたが、本作は「H.P.S.J.」のリミックスが収録されている。
- 初回限定盤にはDVD付きで、「始まりの一歩」のPVとメイキングが収録されている。

## 収録曲
1. アンビリーバボー feat. TAKUYA
23rdシングル「Love Letter」のカップリング曲。アルバム初収録。
2. mute
21stシングル「とろけちゃうダンディ〜」のカップリング曲。アルバム初収録。
3. Amethyst
22ndシングル「アン♥ロック」のカップリング曲。アルバム初収録。
4. Fascinating Girl
24thシングル「オメデトウ」のカップリング曲。アルバム初収録。
5. 777 feat. ET-KING
19thシングル「幸せになろう」のカップリング曲。
6. Over Drive
20thシングル「Switch」のカップリング曲。JUDY AND MARYの「Over Drive」のカバー。mihimaru GTのアルバム初収録。
7. 愛のヒカリ
26thシングル「エボ★レボリューション」のカップリング曲。アルバム初収録。
8. 始まりの一歩
25thシングル「マスターピース」のカップリング曲。アルバム初収録。
9. H.P.S.J. SPICY CHOCOLATE remix
4thシングル「H.P.S.J. -mihimaru Ball MIX-／So Merry Christmas」の1曲目のリミックスバージョン。